# Beatrice Cenci (film, 1909)
 (juillet 2025).
Pour les articles homonymes, voir Beatrice Cenci (homonymie).
Pour plus de détails, voir Fiche technique et Distribution.
Beatrice Cenci est un film italien réalisé par Mario Caserini en 1909.
Ce film muet en noir et blanc s'inspire de l'histoire tragique d'une jeune noble italienne, Beatrice Cenci ; plusieurs fois abusée par son père, le comte Francesco Cenci (it), elle décide de l'assassiner avec la complicité de ses frères et de sa belle-mère : jugée et condamnée à mort, Beatrice est décapitée.

## Fiche technique
- Titre : Beatrice Cenci
- Réalisation : Mario Caserini
- Société de production : Società Italiana Cines
- Pays d'origine :  Royaume d'Italie
- Langue : italien
- Format : Noir et blanc – 1,33:1 – 35 mm – Muet
- Genre : Film historique, Film biographique
- Longueur de pellicule : 315 m (1 bobine)
- Durée : 12 minutes
- Année : 1909
- Dates de sortie :
  -  Royaume d'Italie : 1909
  -  France : octobre 1909
  -  Royaume-Uni : octobre 1909
  -  Empire allemand : 16 octobre 1909
  -  États-Unis : 9 mai 1910

## Distribution
- Maria Gasparini : Beatrice Cenci
- Renato De Grais : Francesco Cenci
- Fernanda Negri Pouget
- Ettore Pesci
- Alessandro Rinaldi